# Övre och nedre Upperudshöljen
Övre och nedre Upperudshöljen är en sjö i Melleruds kommun i Dalsland och ingår i Göta älvs huvudavrinningsområde. Sjön har en area på 0,842 kvadratkilometer och ligger 48,2 meter över havet. Sjön avvattnas av vattendraget Upperudsälven. Åsensbruk ligger vid sjön.

## Delavrinningsområde
Övre och nedre Upperudshöljen ingår i det delavrinningsområde (652610-130488) som SMHI kallar för Utloppet av Övre och nedre Upperudshöljen. Medelhöjden är 67 meter över havet och ytan är 8,49 kvadratkilometer. Räknas de 299 avrinningsområdena uppströms in blir den ackumulerade arean 3 267,76 kvadratkilometer. Upperudsälven som avvattnar avrinningsområdet har biflödesordning 2, vilket innebär att vattnet flödar genom totalt 2 vattendrag innan det når havet efter 167 kilometer. Avrinningsområdet består mestadels av skog (57 procent). Avrinningsområdet har 1,2 kvadratkilometer vattenytor vilket ger det en sjöprocent på 14,2 procent. Bebyggelsen i området täcker en yta av 1,66 kvadratkilometer eller 20 procent av avrinningsområdet.